# Mevlud Dudić

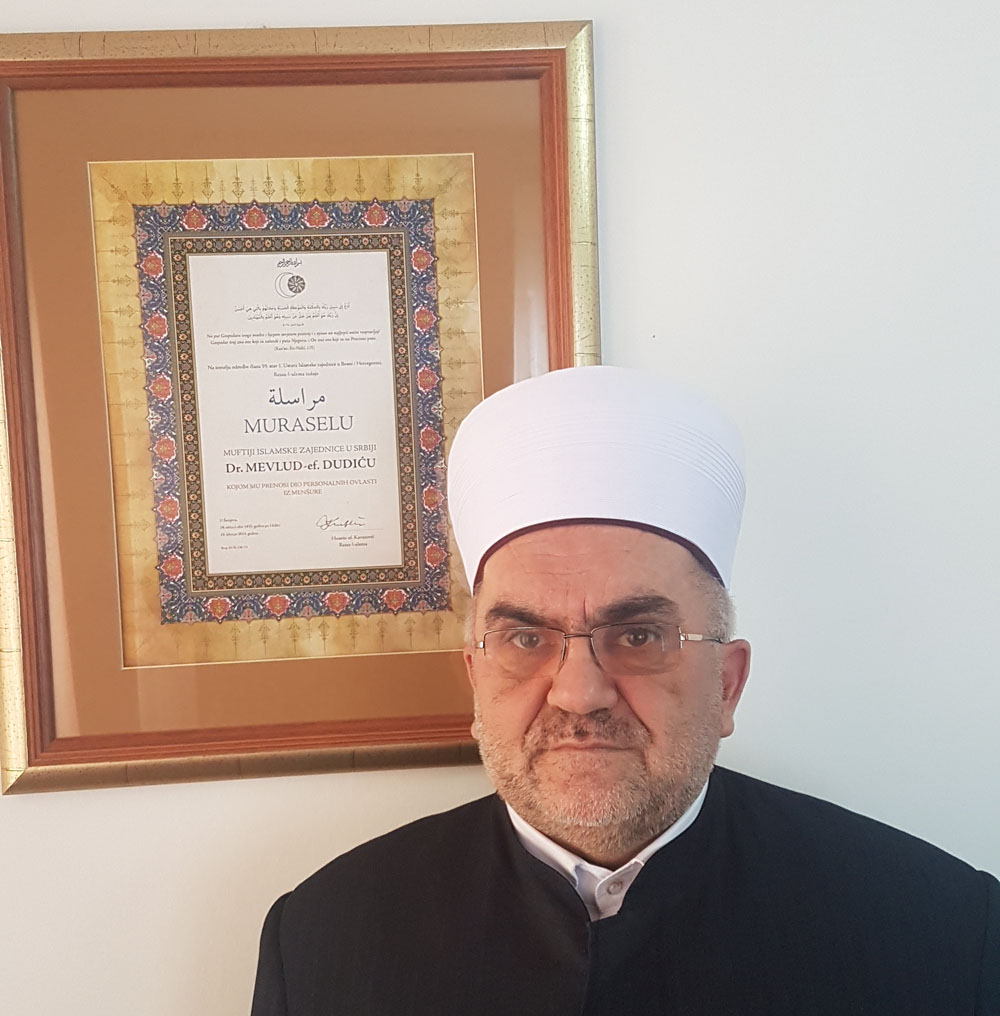
Mevlud Dudić

Mevlud Dudić (serbisch-kyrillisch Мевлуд Дудић; * 27. Juli 1966 in Tutin, Jugoslawien, heute Serbien) ist der Präsident der Islamischen Gemeinschaft in Serbien, Vizepräsident des Parlaments der Islamischen Gemeinschaft Bosniens und Herzegowinas und Rektor der Universität Novi Pazar.

## Leben
Dudić besuchte die Grundschule in Tutin, während er die Medrese in Pristina beendete. Das Studium an der Fakultät für islamische Theologie schloss er in Sarajevo 1989 ab. Zum Magister wurde er 2005 mit der Arbeit zum Thema „Die Entstehung und Entwicklung der Madrasa in Novi Pazar“ an der Universität Novi Pazar. 2007 machte er seinen Doktortitel, ebenfalls an der  Universität Novi Pazar, mit der Arbeit zum Thema „Die Rolle der Sibjan Mekteben (islamischen Volksschulen) bei der Erhaltung des Islams in Sandžak“.
2011 begann er seine zweite Amtszeit als Rektor der Internationalen Universität von Novi Pazar.
Am 4. Januar 2014 wurde er als Präsident der Islamischen Gemeinschaft in Serbien gewählt und ist damit Nachfolger vom Mufti des Sandžaks Muamer Zukorlić.